# Сола
Сола (пол. Soła) — річка в Польщі, у Живецькому й Освенцимському повітах Сілезького й Малопольського воєводств. Права притока Вісли, (басейн Балтійського моря).

## Опис
Довжина річки 88,9 км, найкоротша відстань між витоком і гирлом — 61,81 км, коефіцієнт звивистості річки — 1,44; площа басейну водозбору 1375 км². Формується притоками, багатьма безіменними струмками, загатами та частково каналізована.

## Розташування
Бере початок у селі Райча ґміни Райча. Тече переважно на північний схід через Мілувку, Венґерську Ґурку, Живець, Кенти і у місті Освенцим впадає у річку Віслу.

## Притоки
- Вода Уйсольська, Ницкулина, Міловський Потік, Жабничанка, Ющинка, Кошарава, Мощаниця, Ленкавка, Коцежанка, Домачка, Рочинка (праві); Рицерка, Бистра, Пшибендза, Рибний Потік, Ліснянка, Жилиця, Кальна, Розтока, Пониква, Жарнівка Велика, Венгерка, Ліснивка, Писаживка (ліві).

## ГАЕС
На річці споруджено нижній резрвуар ГАЕС Порабка-Зар.

## Цікаві факти
- На річці утворені озера: Живецьке, Мєнзибрідське, Чанєцьке.
- Біля села Поромбка на лівому березі річки розташований заповідник Бучина на Засольниці.

## Галерея

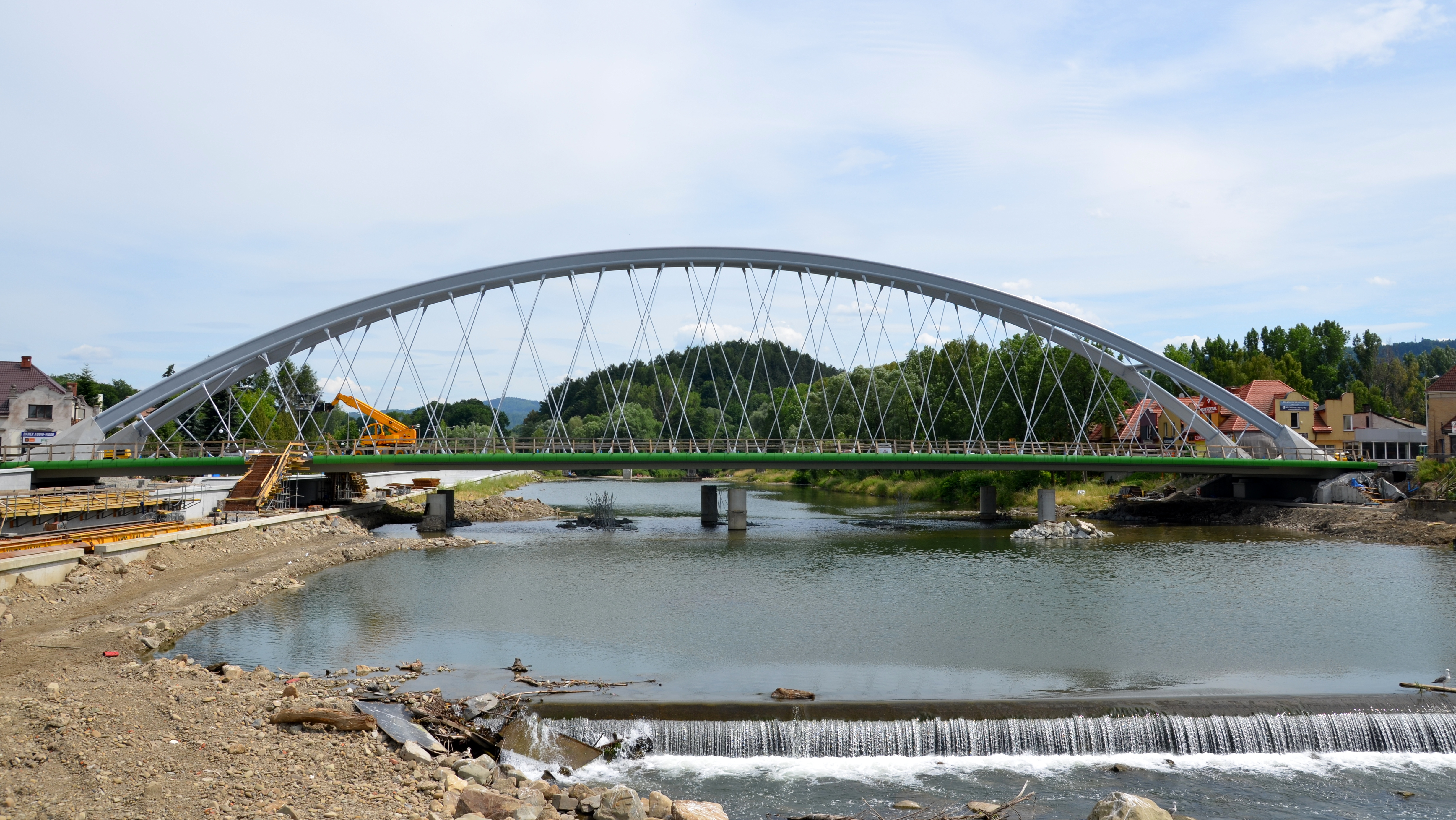
Міст над Солаю, місто Живець (нім. Saybusch)
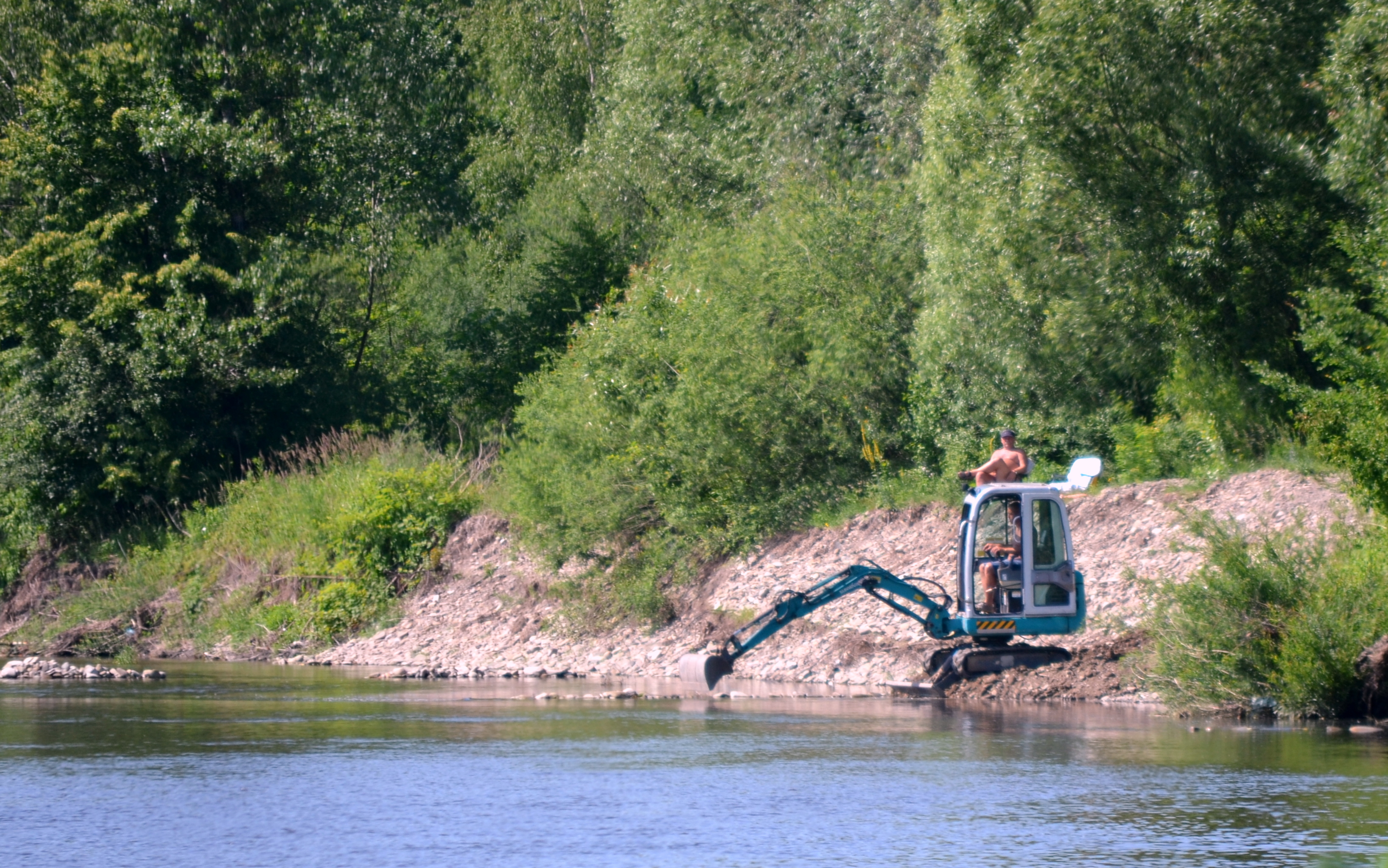
Сола в Камениці
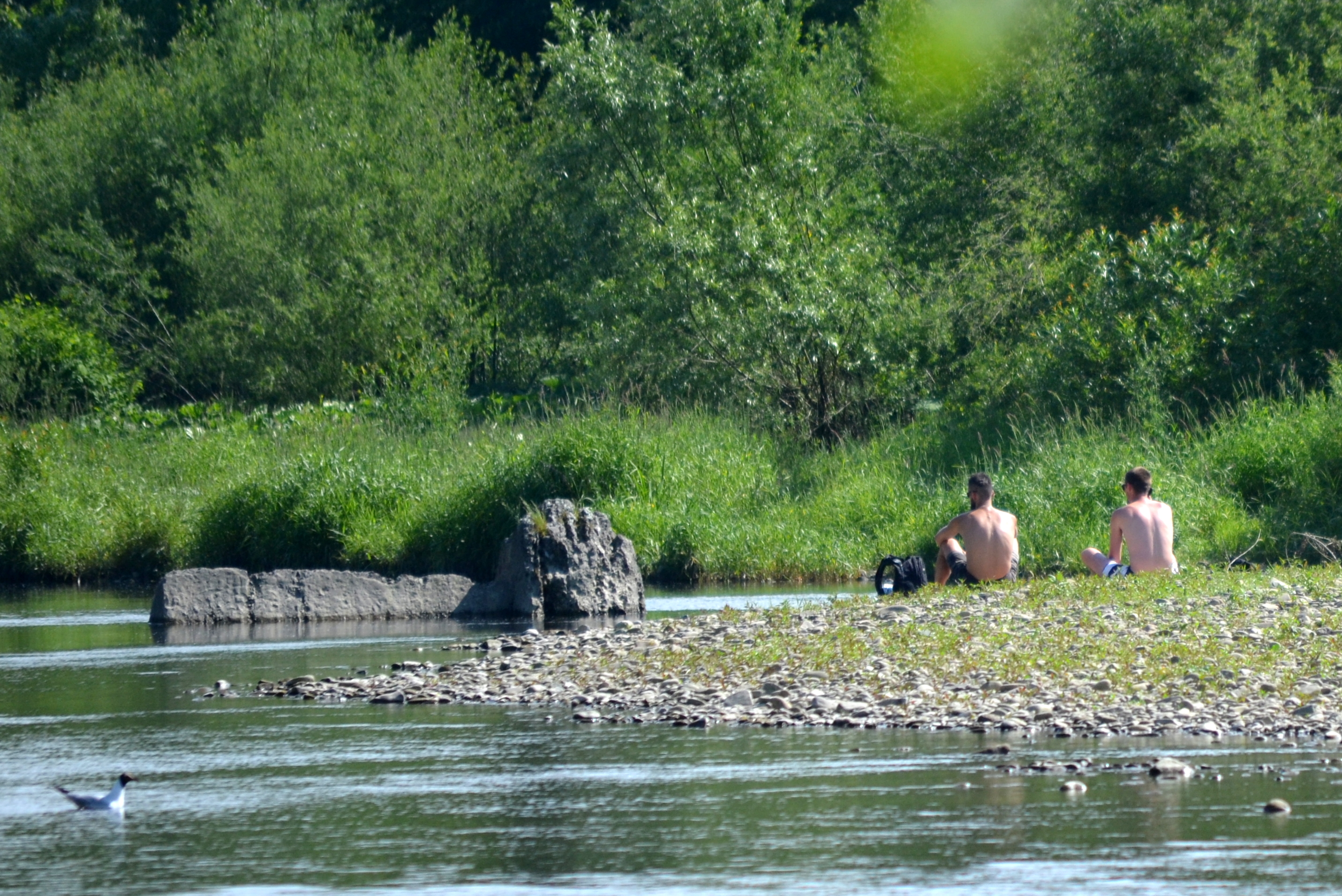
Гей-пляж у Камениці на річці Сола
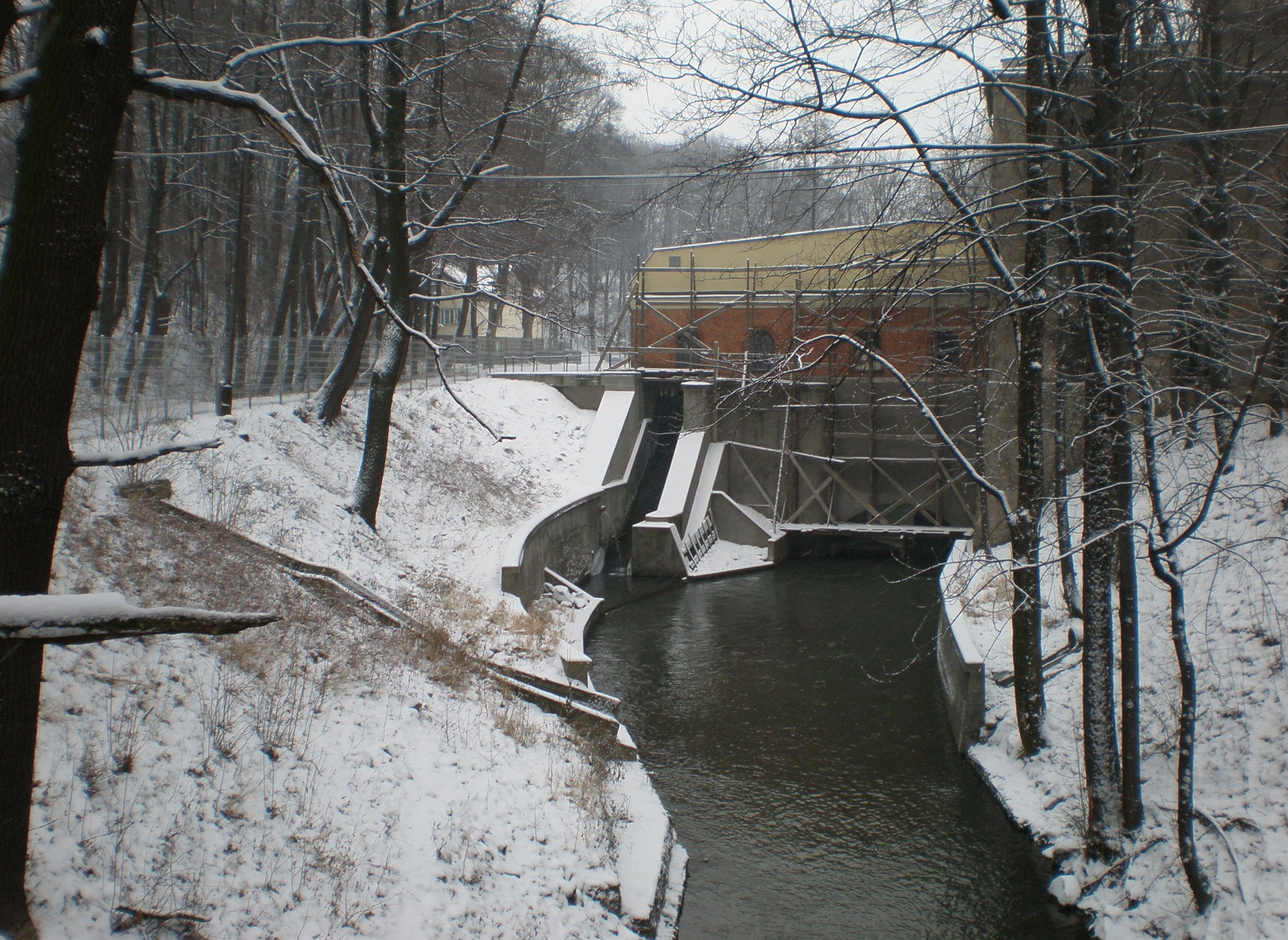
Фабрика текстури у селі Чанєць.
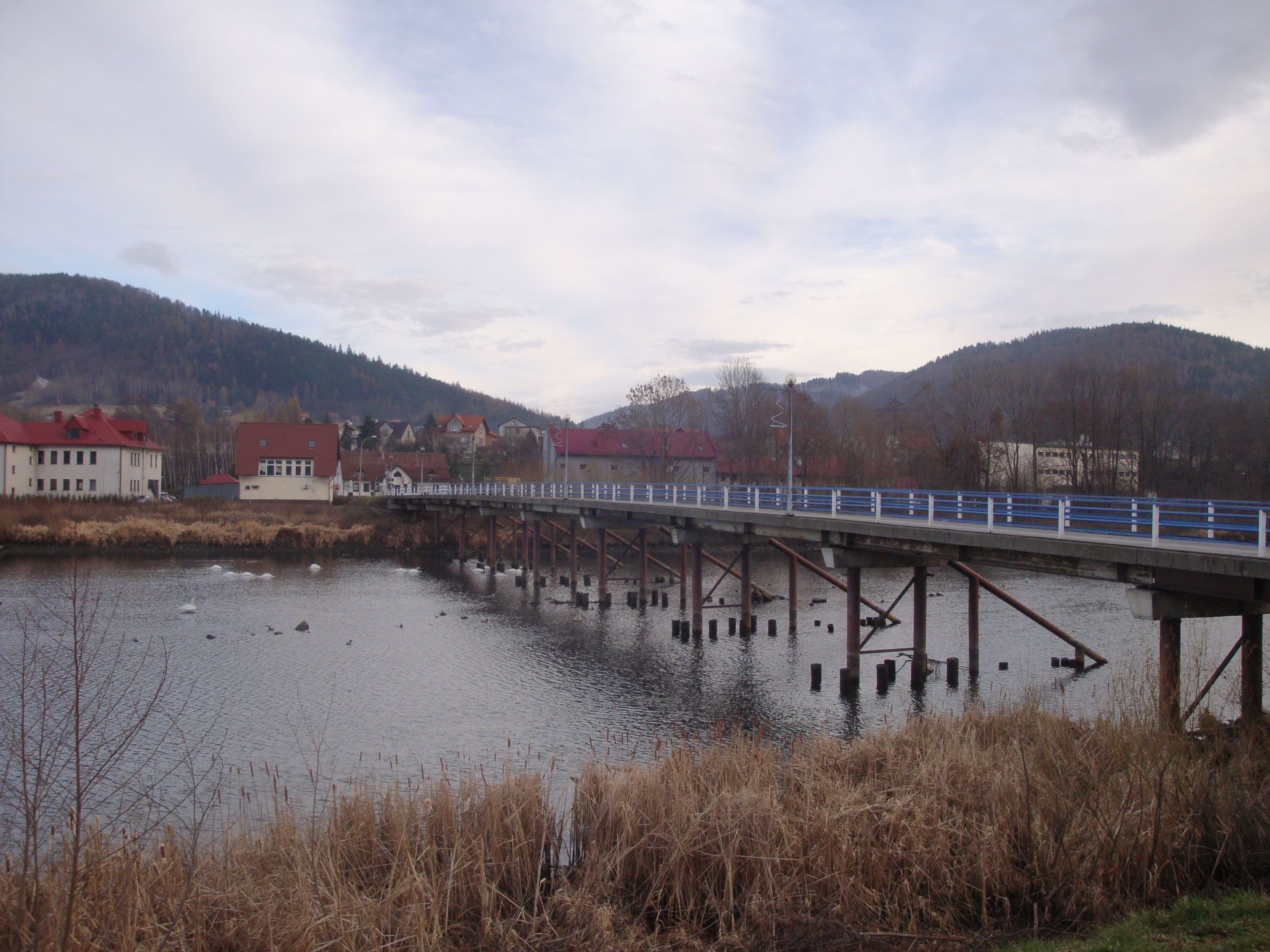
Поромбка — село у Сілезькому воєводстві, Польща. Міст через Солу.
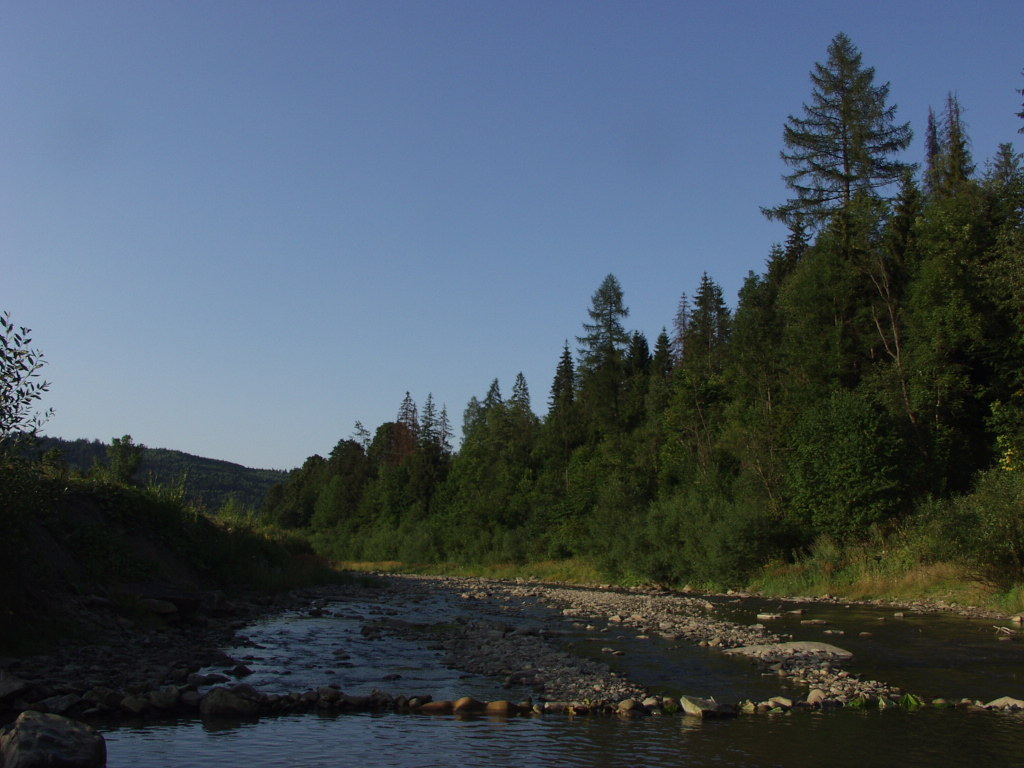
Річка Сола, Бескид Живецький
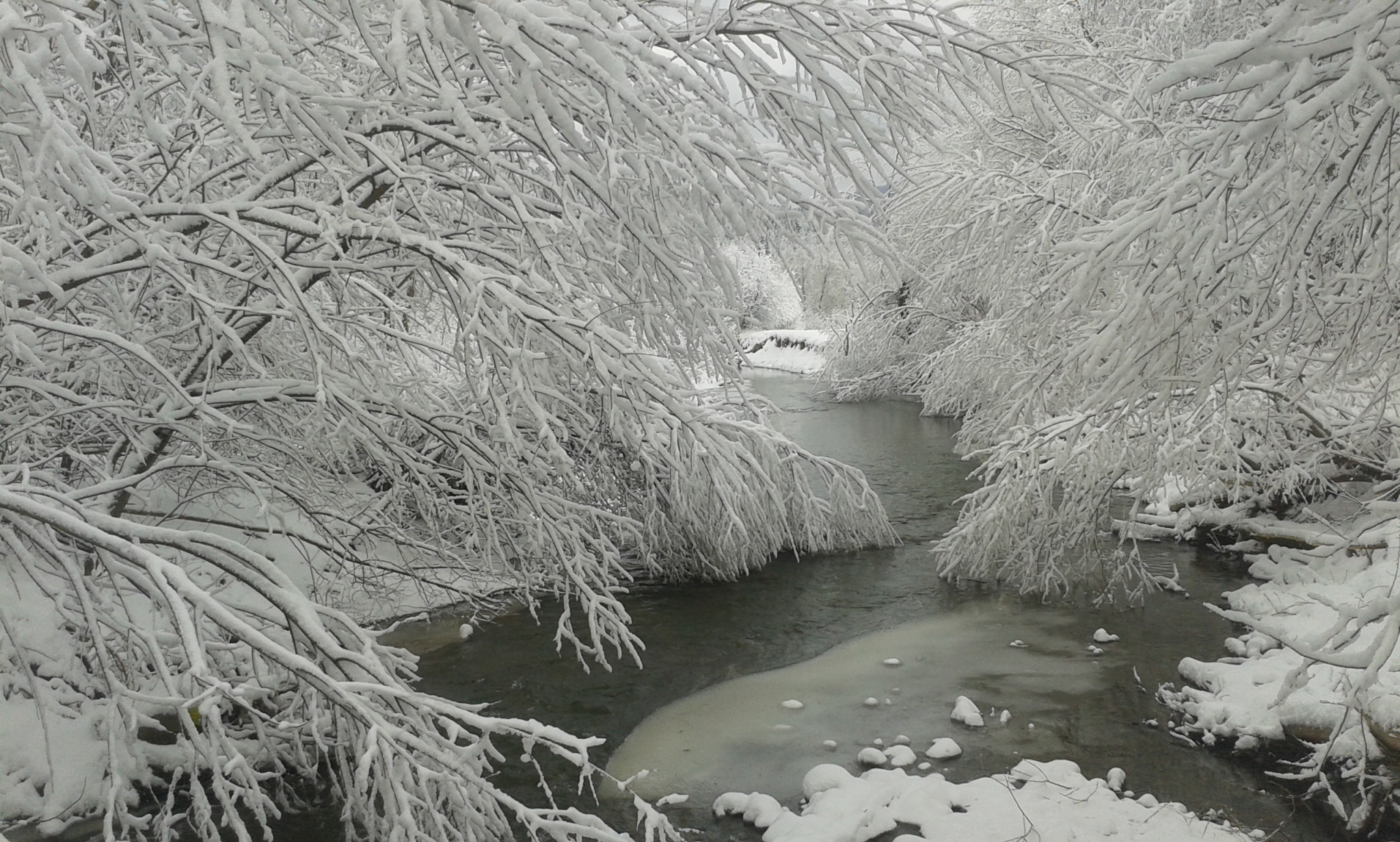
Річка Сола, Живецький ландшафтний парк